# جزیره پوکتوتو
جزیره پوکتوتو (به لاتین: Puketutu Island) یک کوه و جزیره آتشفشانی در نیوزیلند است که در منطقه آوکلند واقع شده‌است. جزیره پوکتوتو ۶۵ متر بالاتر از سطح دریا واقع شده‌است.